# Kaarlo Kramsu

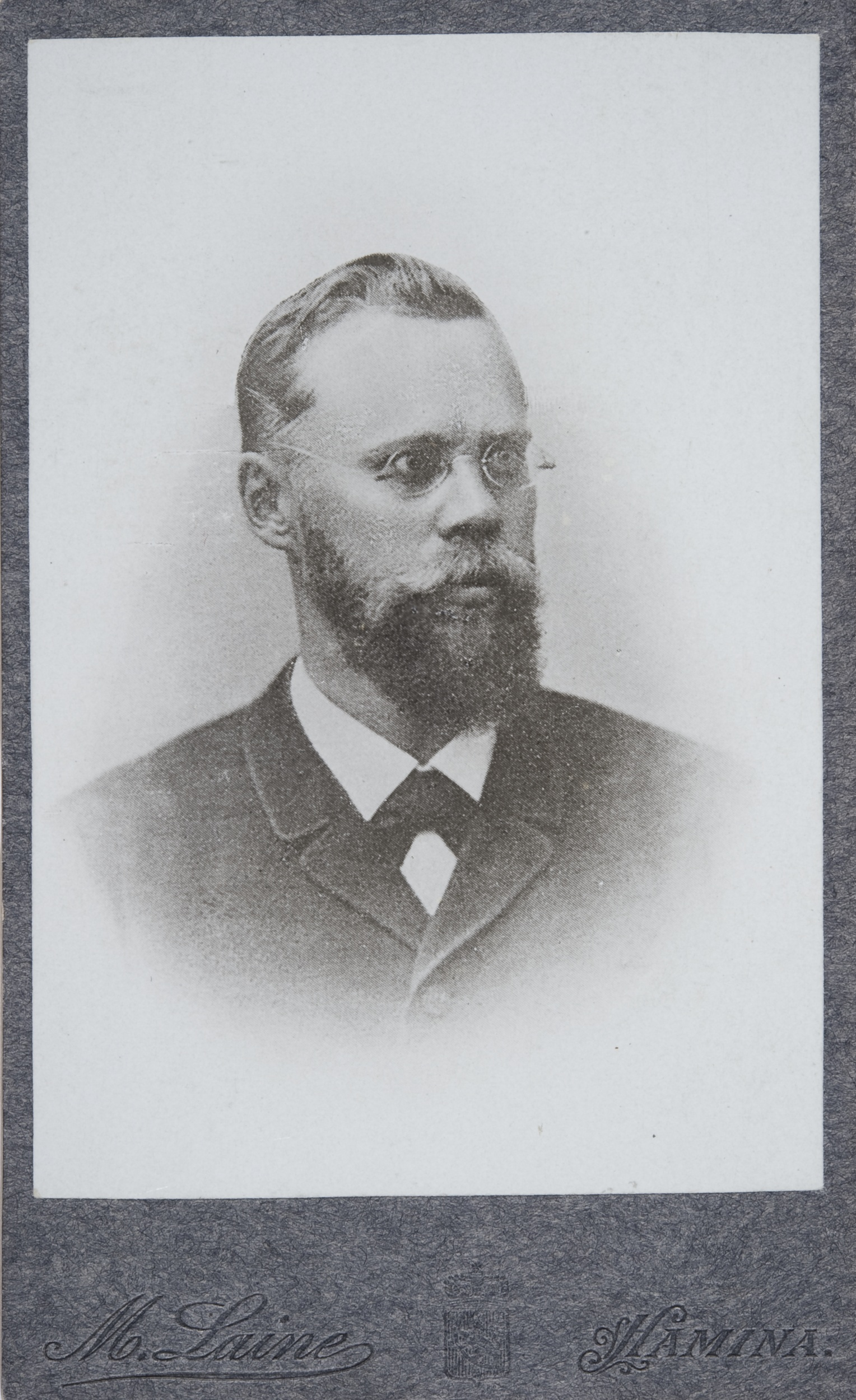
Kaarlo Kramsu.

Kaarlo Robert Kramsu, född 22 december 1855 i Uleåborg, död 28 augusti 1895 i Kuopio, var en finländsk författare och tidningsman. 
Efter studentexamen 1874 studerade Kramsu humaniora vid Helsingfors universitet till 1878 och verkade därefter fram till början av 1890-talet som tidningsman och lärare i Uleåborg, Åbo, Raumo och Björneborg; de sista åren av sitt liv tillbringade han på mentalsjukhus. Han publicerade två samlingar Runoelmia (1878 och 1887), dikter präglade av en dyster pessimism, i vilka han i nationalistiska tongångar besjöng bland annat klubbekriget och stora ofreden. Kramsu ställde sin lyriska ådra i den militanta fennomanins tjänst.